# Лебно
Лебно (пол. Łebno) — село в Польщі, у гміні Шемуд Вейгеровського повіту Поморського воєводства.
Населення — 1003 особи (2011).
У 1975-1998 роках село належало до Гданського воєводства.

## Демографія
Демографічна структура станом на 31 березня 2011 року:
|          | Загалом | Допрацездатний вік | Працездатний вік | Постпрацездатний вік |
| -------- | ------- | ------------------ | ---------------- | -------------------- |
| Чоловіки | 516     | 140                | 332              | 44                   |
| Жінки    | 487     | 150                | 264              | 73                   |
| Разом    | 1003    | 290                | 596              | 117                  |